# John Walker (produttore)
John Walker (Elgin, 21 aprile 1956) è un produttore cinematografico statunitense, principalmente conosciuto per aver prodotto diversi film della Pixar, quasi tutti diretti da Brad Bird.
È stato candidato agli Oscar 2019 per il miglior film d'animazione per Gli Incredibili 2.

## Biografia
Walker si è laureato all'Università di Notre Dame e ha studiato educazione teatrale all'American Conservatory Theatre di San Francisco. È stato amministratore delegato del Victory Gardens Theatre, dove ha prodotto oltre 30 nuovi spettacoli.
Walker è anche il vicepresidente di Ghost Ranch Productions, una società senza scopo di lucro impegnata a produrre un'ampia varietà di spettacoli teatrali, musical e film particolari.

## Vita privata
È sposato con Pamela Gaye Walker, presidente di Ghost Ranch Productions. A partire dal 2015, hanno recitato insieme in 25 spettacoli.

## Filmografia

### Produttore
- Gli Incredibili, regia di Brad Bird (2004);
- Gli Incredibili 2, regia di Brad Bird (2018).

### Produttore esecutivo
- Tomorrowland - Il mondo di domani, regia di Brad Bird (2015).

### Produttore associato
- Il Gigante di Ferro, regia di Brad Bird (1999);
- Osmosis Jones, regia di Bobby Farrelly, Peter Farrelly, Tom Sito e Piet Kroon (2001).

### Ringraziamenti speciali
- Ribelle -The Brave, regia di Mark Andrews e Brenda Chapman (2012).

## Curiosità
- In una scena de "Gli Incredibili - Una "normale" famiglia di supereroi" (2004), Helen Parr/Elastigirl raggiunge suo figlio Flash nell'ufficio del preside, la cui targa riporta il nome: "J. Walker".